# Corfitz Ulfeldt

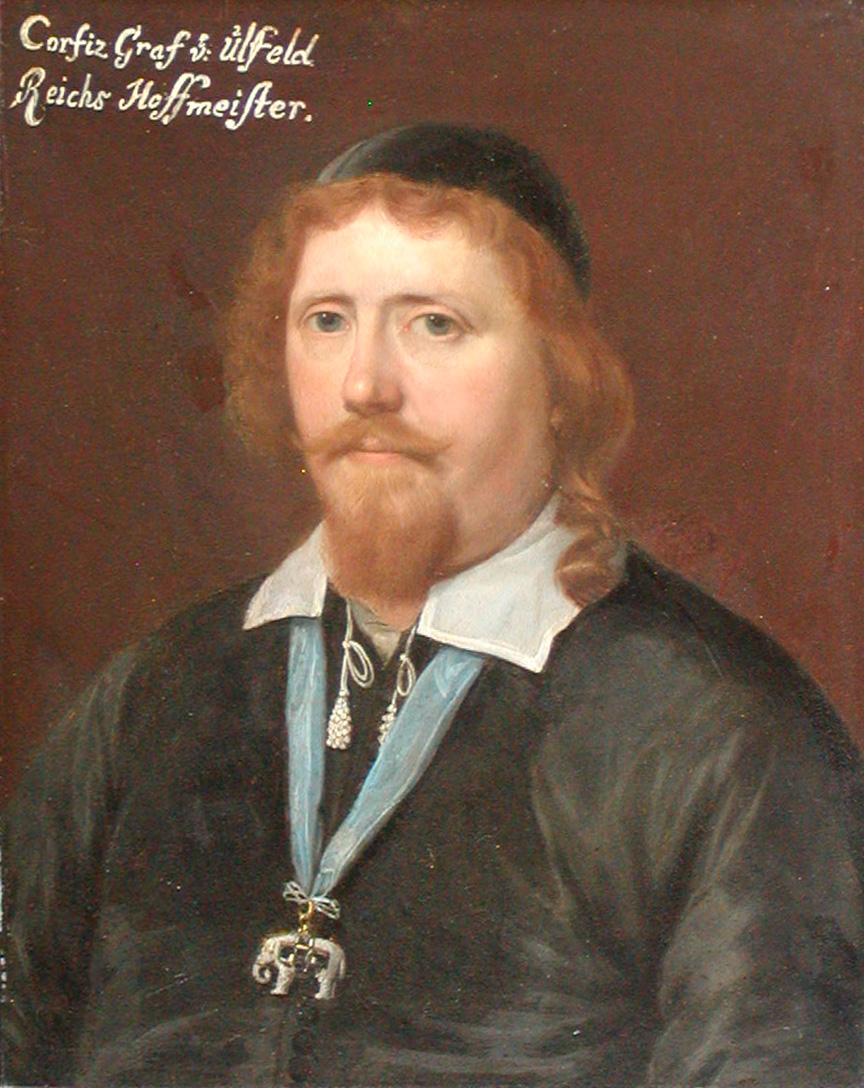
Corfitz Ulfeldt als Hofmeister des Reiches mit dem Elefanten-Orden, Gemälde von Fredericksborg

Corfitz Ulfeldt (* 10. Juni 1606 auf Schloss Hagenskov bei Assens; † 20. Februar 1664 im oder auf dem Rhein zwischen Basel und Neuenburg) war ein dänischer Edel- und Staatsmann. Er gilt als der schlimmste Landesverräter in der dänischen Geschichte. 1641 wurde er zum Reichsgrafen, 1658 zum schwedischen Grafen von Sölvesborg erhoben. Er war ab 1636 verheiratet mit der dänischen Autorin Leonora Christina Ulfeldt.

## Leben
Ulfeldt stammte aus einem alten, einflussreichen Adelsgeschlecht, das bereits 1186 zum ersten Mal urkundlich erwähnt wird. Sein Vater Jacob Ulfeldt (1567–1630) war seit 1609 dänischer Reichskanzler und hatte großen Anteil daran, dass König Christian IV. 1625 zum Obersten des Niedersächsischen Reichskreises gewählt wurde.

### Ausbildung und Aufstieg unter Christian IV.
Seine Schulbildung erhielt Corfitz Ulfeldt zunächst in der berühmten Lateinschule Herlufsholm. Von seinem Vater, der selbst von 1581 an vierzehn Jahre vor allem im östlichen Mittelmeerraum gereist war, wurde er 1617 zur Ausbildung auf eine langjährige Studienreise ins Ausland geschickt. In der Schweiz, in Frankreich und Italien studierte er unter anderem Politik und Finanzwesen. Zuletzt studierte er 1628/29 in Padua bei Cesare Cremonini, ehe er 1629 nach Dänemark zurückkehrte und die Gunst des Königs erlangte, der ihn 1630 mit seiner 9-jährigen Lieblingstochter von Kirsten Munk, Leonora Christina von Schleswig-Holstein, verlobte. Die Hochzeit fand 1636 statt.
Bereits 1634 wurde Ulfeldt in den Elefanten-Orden aufgenommen. 1636 wurde er Kanzler, ein Jahr später Statthalter von Kopenhagen. 1641 bekam er den Reichsgrafenstand des Heiligen Römischen Reichs verliehen und 1643 wurde er schließlich dänischer Reichshofmeister. Bei den Friedensverhandlungen, die 1645 den für Dänemark katastrophalen Torstenssonkrieg mit Schweden beendeten, war er der Leiter der dänischen Delegation. Er unternahm zudem als Diplomat mehrere Reisen in verschiedene europäische Länder. Wegen seines Auftretens war er jedoch unbeliebt beim Adel. Seine Verschwendungssucht und die geringen Erfolge seiner diplomatischen Missionen ließen selbst Christian IV. gegen Ende seines Lebens misstrauisch werden. Ulfeldt war gekränkt, hielt sich vom Hofe fern und wurde 1647 von Christian entlassen, aber nach Vermittlung durch den Reichsrat vom König wieder rehabilitiert.

### Sinkender Einfluss unter Friedrich III. und Flucht
Nach Christians IV. Tod 1648 war Ulfeldt als Reichshofmeister zunächst Regent, doch der neue König Friedrich III. war nicht bereit, die Führungsposition der Schwiegersöhne von Kirsten Munk und das anmaßende Verhalten von Ulfeld und seiner Frau gegenüber der Königin Sophie Amalie weiter zu dulden. Ulfeldt wurde jedoch zunächst in seinen Ämtern belassen.
1650 behauptete die Witwe Dina Schumacher, geborene Vinhofvers, Geliebte des 1649 in den dänischen Adel aufgenommenen Leutnants Jørgen Walter, Ulfeldt sei nicht nur der Vater ihres ungeborenen Kindes, sondern sie habe auch aus Ulfeldts Munde gehört, dass er (gemeinsam mit seiner Frau Leonora Christina) den König vergiften wolle. Hinter dieser Anklage steckte vermutlich Christian zu Rantzau, ein ehemaliger Freund und nunmehriger Konkurrent Ulfeldts. Zwar wurde diese Anklage zunächst vom König (Frederik III.) geheim gehalten, doch wurden Ulfeldts Finanztransaktionen als Reichshofminister auf mögliche Veruntreuung von mehreren hunderttausend Talern hin untersucht. Ehe es jedoch zu einer öffentlichen Untersuchung kam, erzählte Dina Vinhofvers 1651 Ulfeldts Beichtvater Simon Hennings von einem von Walter geplanten Mordanschlag auf die Ulfeldts. Beunruhigt bat Ulfeldt den König um Schutz. Neue Untersuchungen führten zur Verhaftung von Dina, die, nachdem sie gestanden hatte, zu ihrer Anklage von Walter angestiftet worden zu sein, wegen Meineids 1651 hingerichtet wurde. Ulfeldt fühlte sich jedoch nicht mehr sicher in Kopenhagen und floh nach Holland. Später begab sich das Ehepaar Ulfeldt nach Schweden. Königin Christina verpachtete ihnen ihr Schloss Barth in Pommern. Als dänischer Reichshofmeister wurde Corfitz 1652 abgesetzt; im darauffolgenden Jahr wurde der gesamte Besitz der Ulfeldts in Dänemarkt beschlagnahmt.

### Abfall zu Schweden
1656 reiste Leonora Christina nach Dänemark, um sich mit ihrem Halbbruder Friedrich III. auszusöhnen. Da dieser Versuch erfolglos blieb, trat Ulfeldt 1657 in die Dienste des neuen schwedischen Königs Karl X. Gustav, dessen Cousine Kristina zu seinen Gunsten 1654 abgedankt hatte, und lieh ihm Geld für seinen Krieg gegen Dänemark. Er überzeugte auch den Statthalter von Nakskov auf Lolland, sich den Schweden zu unterwerfen. 1658 handelte er auf schwedischer Seite den Frieden von Roskilde aus und wurde Statthalter von Schonen, das Dänemark an Schweden abtreten musste. Der schwedische König ernannte Ulfeldt am 10. März 1658 zum Grafen von Sölvesborg.
Doch schon bald sank Ulfeldt in Karl X. Gustavs Gunst, der ihm vorwarf, Schweden wiederum an Dänemark verraten zu haben und so an der Niederlage bei der Belagerung Kopenhagens 1658/59 im erneut ausgebrochenen Krieg schuld zu sein. Er wurde in Malmö verhaftet, kam aber wieder frei und erschien aus gesundheitlichen Gründen nicht zur Verhandlung. Er wurde im Mai 1659 zum Tode verurteilt, jedoch begnadigt, so dass er und seine Frau Schweden verlassen konnten.

### Rückkehr nach Dänemark, erneuter Verrat und Tod
Er kehrte 1660 nach Dänemark zurück, wo er und seine Frau festgenommen und anderthalb Jahre unter erniedrigenden Bedingungen auf Hammershus auf Bornholm festgehalten wurden. In diese Zeit fiel die Entmachtung des Adels durch die  Einführung der absoluten Monarchie durch Friedrich III. Ende 1661 wurde Ulfeldt gegen Ablegung eines Treueschwurs freigelassen, verlor jedoch fast seinen gesamten Besitz an den König. Er zog mit seiner Frau auf ein Gut auf Fünen, das sie von ihrer Großmutter Ellen Marsvin geerbt hatte.

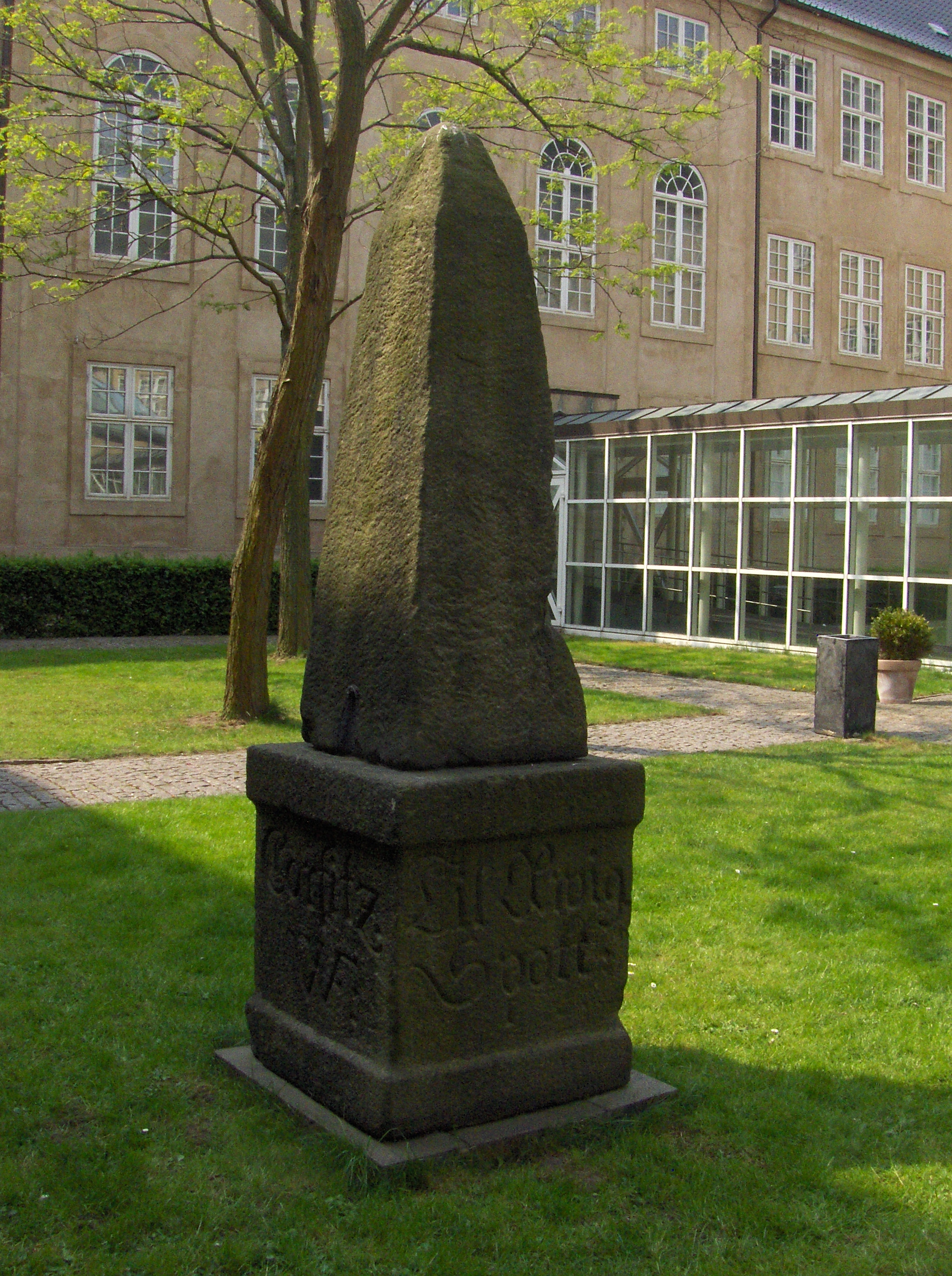
Schandmal mit der Aufschrift Forræderen Corfitz WF Till Æwig Spott, Skam og Skiendsel (Dem Verräter Corfitz zu ewigem Spott, Schmach und Schande).

1662 reiste Ulfeldt mit seiner Frau nach Brügge. Getrieben von Rachegelüsten bot er Kurfürst Friedrich Wilhelm von Brandenburg an, in Dänemark eine Revolte anzustacheln, um ihm auf diesem Wege den dänischen Thron zu verschaffen. Der Kurfürst teilte diesen Verrat selbst den Dänen mit, die Ulfeldt am 24. Juli 1663 wegen Hochverrats in Abwesenheit zum Tod verurteilten. Seine Güter wurden konfisziert und seine Kinder verbannt. An der Stelle seines niedergerissenen Wohnhauses am Gråbrødretorv wurde ein Schandmal errichtet. Er selbst starb auf der Flucht aus Riehen am 20. Februar 1664 bereits schwerkrank auf dem Rhein zwischen Basel und Neuenburg.
Leonora Christina war währenddessen weiter nach England gereist, wo sie von Karl II. Geld zurückforderte, das Ulfeldt ihm 1649 geliehen hatte. Bei ihrer Abreise wurde sie in Dover festgenommen und 1663 an Dänemark ausgeliefert und auf Betreiben ihrer Gegnerin, der Königin Sophie Amalie von Braunschweig-Calenberg, im Blauen Turm in Kopenhagen gefangen gesetzt, in dem sie 22 Jahre bis nach dem Tode der Königin 1685 verbrachte. Ende 1663 fand eine symbolische Hinrichtung (in effigie) Corfitz Ulfeldts auf dem Schlossplatz vor dem Blauen Turm statt. Leonora Ulfeldt starb 1698.
Von den zehn gemeinsamen Kindern erreichten sieben das Erwachsenenalter. Ein Sohn des Paares, Leo Graf Ulfeldt (1651–1716), ging nach Österreich und wurde dort Berufsoffizier. Mit dem Enkel Anton Corfiz Ulfeldt (1699–1760), einem österreichischen Politiker, starb das Geschlecht im männlichen Stamm aus.